# Ноті Мокоена
Вільям «Ноті» Мокоена (англ. William "Naughty" Mokoena, нар. 31 березня 1975, Йоганнесбург) — південноафриканський футболіст, що грав на позиції півзахисника.

## Клубна кар'єра
У дорослому футболі дебютував 1995 року виступами за команду «Меннінг Рейнджерс», в якій провів три сезони. Згодом по одному сезону відіграв за «Орландо Пайретс», «АмаЗулу» та «Африкан Вондерерс», після чого протягом 2001–2003 років захищав кольори «Морока Своллоуз».
2003 року перейшов до «Блек Леопардс», за який відіграв 4 сезони.

## Виступи за збірні
1998 року був включений до заявки національної збірної ПАР на тогорічний чемпіонат світу у Франції, проте на поле протягом турніру не виходив.